# Exomalopsis minor
Exomalopsis minor är en biart som beskrevs av Carlos Schrottky 1910. Exomalopsis minor ingår i släktet Exomalopsis och familjen långtungebin. Inga underarter finns listade i Catalogue of Life.